# 15.ª etapa de la Vuelta a España 2018
La 15.ª etapa de la Vuelta a España 2018 tuvo lugar el 9 de septiembre de 2018 entre Ribera de Arriba y Lagos de Covadonga sobre un recorrido de 178,2 km y fue ganada por el ciclista francés Thibaut Pinot del equipo Groupama-FDJ. El ciclista británico Simon Yates del equipo Mitchelton-Scott conservó el maillot de líder.

## Clasificación de la etapa
| \| Clasificación de la etapa \| Clasificación de la etapa \| Clasificación de la etapa \| Clasificación de la etapa \| Clasificación de la etapa \| \| Ciclista \| Ciclista \| Equipo \| Tiempo \| \| \| ------------------------- \| ------------------------- \| ------------------------- \| ------------------------- \| ------------------------- \| \| 1.º \| Thibaut Pinot \| Groupama-FDJ \| 5 h 01 min 49 s \| \| \| 2.º \| Miguel Ángel López \| Astana \| + 28 s \| \| \| 3.º \| Simon Yates \| Mitchelton-Scott \| + 30 s \| \| \| 4.º \| Alejandro Valverde \| Movistar Team \| + 32 s \| \| \| 5.º \| Steven Kruijswijk \| LottoNL-Jumbo \| + 32 s \| \| \| 6.º \| Enric Mas \| Quick-Step Floors \| + 34 s \| \| \| 7.º \| Nairo Quintana \| Movistar Team \| + 34 s \| \| \| 8.º \| Rigoberto Urán \| EF Education First-Drapac \| + 1 min 25 s \| \| \| 9.º \| Emanuel Buchmann \| Bora-Hansgrohe \| + 1 min 33 s \| \| \| 10.º \| Ion Izagirre \| Bahrain-Merida \| + 1 min 49 s \| \| |                    |                           |                 |
| |                    |                           |                 |
| Fuente: ProCyclingStats |                    |                           |                 |
| Clasificación de la etapa |                    |                           |                 |
| Ciclista | Ciclista           | Equipo                    | Tiempo          |
| 1.º | Thibaut Pinot      | Groupama-FDJ              | 5 h 01 min 49 s |
| 2.º | Miguel Ángel López | Astana                    | + 28 s          |
| 3.º | Simon Yates        | Mitchelton-Scott          | + 30 s          |
| 4.º | Alejandro Valverde | Movistar Team             | + 32 s          |
| 5.º | Steven Kruijswijk  | LottoNL-Jumbo             | + 32 s          |
| 6.º | Enric Mas          | Quick-Step Floors         | + 34 s          |
| 7.º | Nairo Quintana     | Movistar Team             | + 34 s          |
| 8.º | Rigoberto Urán     | EF Education First-Drapac | + 1 min 25 s    |
| 9.º | Emanuel Buchmann   | Bora-Hansgrohe            | + 1 min 33 s    |
| 10.º | Ion Izagirre       | Bahrain-Merida            | + 1 min 49 s    |

## Clasificaciones al final de la etapa

### Clasificación general
| \| Clasificación general \| Clasificación general \| Clasificación general \| Clasificación general \| Clasificación general \| \| Ciclista \| Ciclista \| Equipo \| Tiempo \| \| \| --------------------- \| --------------------- \| ------------------------- \| --------------------- \| --------------------- \| \| 1.º \| Simon Yates \| Mitchelton-Scott \| 64 h 13 min 33 s \| \| \| 2.º \| Alejandro Valverde \| Movistar Team \| + 26 s \| \| \| 3.º \| Nairo Quintana \| Movistar Team \| + 33 s \| \| \| 4.º \| Miguel Ángel López \| Astana \| + 43 s \| \| \| 5.º \| Steven Kruijswijk \| LottoNL-Jumbo \| + 1 min 29 s \| \| \| 6.º \| Enric Mas \| Quick-Step Floors \| + 1 min 55 s \| \| \| 7.º \| Thibaut Pinot \| Groupama-FDJ \| + 2 min 10 s \| \| \| 8.º \| Rigoberto Urán \| EF Education First-Drapac \| + 2 min 27 s \| \| \| 9.º \| Ion Izagirre \| Bahrain-Merida \| + 3 min 03 s \| \| \| 10.º \| Emanuel Buchmann \| Bora-Hansgrohe \| + 3 min 15 s \| \| |                    |                           |                  |
| |                    |                           |                  |
| Fuente: ProCyclingStats |                    |                           |                  |
| Clasificación general |                    |                           |                  |
| Ciclista | Ciclista           | Equipo                    | Tiempo           |
| 1.º | Simon Yates        | Mitchelton-Scott          | 64 h 13 min 33 s |
| 2.º | Alejandro Valverde | Movistar Team             | + 26 s           |
| 3.º | Nairo Quintana     | Movistar Team             | + 33 s           |
| 4.º | Miguel Ángel López | Astana                    | + 43 s           |
| 5.º | Steven Kruijswijk  | LottoNL-Jumbo             | + 1 min 29 s     |
| 6.º | Enric Mas          | Quick-Step Floors         | + 1 min 55 s     |
| 7.º | Thibaut Pinot      | Groupama-FDJ              | + 2 min 10 s     |
| 8.º | Rigoberto Urán     | EF Education First-Drapac | + 2 min 27 s     |
| 9.º | Ion Izagirre       | Bahrain-Merida            | + 3 min 03 s     |
| 10.º | Emanuel Buchmann   | Bora-Hansgrohe            | + 3 min 15 s     |

### Clasificación por puntos
| Clasificación por puntos | Clasificación por puntos | Clasificación por puntos | Clasificación por puntos | Clasificación por puntos |
| Ciclista                 | Ciclista                 | Equipo                   | Puntos                   |                          |
| ------------------------ | ------------------------ | ------------------------ | ------------------------ | ------------------------ |
| 1.º                      | Alejandro Valverde       | Movistar Team            | 115 pts                  |                          |
| 2.º                      | Peter Sagan              | Bora-Hansgrohe           | 83 pts                   |                          |
| 3.º                      | Miguel Ángel López       | Astana                   | 71 pts                   |                          |
| 4.º                      | Benjamin King            | Dimension Data           | 69 pts                   |                          |
| 5.º                      | Dylan Teuns              | BMC Racing Team          | 68 pts                   |                          |
| 6.º                      | Elia Viviani             | Quick-Step Floors        | 66 pts                   |                          |
| 7.º                      | Simon Yates              | Mitchelton-Scott         | 65 pts                   |                          |
| 8.º                      | Thibaut Pinot            | Groupama-FDJ             | 56 pts                   |                          |
| 9.º                      | Danny van Poppel         | LottoNL-Jumbo            | 56 pts                   |                          |
| 10.º                     | Michał Kwiatkowski       | Team Sky                 | 54 pts                   |                          |

### Clasificación de la montaña
| Clasificación de la montaña | Clasificación de la montaña | Clasificación de la montaña | Clasificación de la montaña | Clasificación de la montaña |
| Ciclista                    | Ciclista                    | Equipo                      | Puntos                      |                             |
| --------------------------- | --------------------------- | --------------------------- | --------------------------- | --------------------------- |
| 1.º                         | Luis Ángel Maté             | Cofidis, Solutions Crédits  | 64 pts                      |                             |
| 2.º                         | Thomas de Gendt             | Lotto-Soudal                | 57 pts                      |                             |
| 3.º                         | Benjamin King               | Dimension Data              | 56 pts                      |                             |
| 4.º                         | Bauke Mollema               | Trek-Segafredo              | 50 pts                      |                             |
| 5.º                         | Pierre Rolland              | EF Education First-Drapac   | 31 pts                      |                             |
| 6.º                         | Miguel Ángel López          | Astana                      | 25 pts                      |                             |
| 7.º                         | Thibaut Pinot               | Groupama-FDJ                | 22 pts                      |                             |
| 8.º                         | Simon Yates                 | Mitchelton-Scott            | 22 pts                      |                             |
| 9.º                         | Michał Kwiatkowski          | Team Sky                    | 17 pts                      |                             |
| 10.º                        | Alejandro Valverde          | Movistar Team               | 16 pts                      |                             |

### Clasificación de la combinada
| Clasificación de la combinada | Clasificación de la combinada | Clasificación de la combinada | Clasificación de la combinada | Clasificación de la combinada |
| Ciclista                      | Ciclista                      | Equipo                        | Puntos                        |                               |
| ----------------------------- | ----------------------------- | ----------------------------- | ----------------------------- | ----------------------------- |
| 1.º                           | Alejandro Valverde            | Movistar Team                 | 13 pts                        |                               |
| 2.º                           | Miguel Ángel López            | Astana                        | 13 pts                        |                               |
| 3.º                           | Simon Yates                   | Mitchelton-Scott              | 16 pts                        |                               |
| 4.º                           | Thibaut Pinot                 | Groupama-FDJ                  | 22 pts                        |                               |
| 5.º                           | Nairo Quintana                | Movistar Team                 | 40 pts                        |                               |
| 6.º                           | Steven Kruijswijk             | LottoNL-Jumbo                 | 44 pts                        |                               |
| 7.º                           | Rafał Majka                   | Bora-Hansgrohe                | 52 pts                        |                               |
| 8.º                           | Enric Mas                     | Quick-Step Floors             | 65 pts                        |                               |
| 9.º                           | Emanuel Buchmann              | Bora-Hansgrohe                | 71 pts                        |                               |
| 10.º                          | Gianluca Brambilla            | Trek-Segafredo                | 92 pts                        |                               |

### Clasificación por equipos
| Clasificación por equipos | Clasificación por equipos                | Clasificación por equipos | Clasificación por equipos |
| Equipo                    | Equipo                                   | Tiempo                    |                           |
| ------------------------- | ---------------------------------------- | ------------------------- | ------------------------- |
| 1.º                       | Bahrain-Merida                           | 192 h 48 min 14 s         |                           |
| 2.º                       | Movistar Team                            | + 3 min 13 s              |                           |
| 3.º                       | Bora-Hansgrohe                           | + 27 min 23 s             |                           |
| 4.º                       | Sky                                      | + 36 min 32 s             |                           |
| 5.º                       | Lotto NL-Jumbo                           | + 36 min 51 s             |                           |
| 6.º                       | AG2R La Mondiale                         | + 41 min 16 s             |                           |
| 7.º                       | EF Education First-Drapac p/b Cannondale | + 44 min 06 s             |                           |
| 8.º                       | Dimension Data                           | + 49 min 37 s             |                           |
| 9.º                       | Astana                                   | + 56 min 16 s             |                           |
| 10.º                      | Mitchelton-Scott                         | + 1 h 01 min 33 s         |                           |

## Abandonos
- Bjorg Lambrecht, pie a tierra y retiro durante la etapa.[2]